# Région saharo-arabique
Localisation
La région floristique saharo-arabique regroupe les territoires du désert du Sahara, de la Jordanie et d'Israël ainsi que la péninsule arabique. Cette région est couverte par la savane, le semi-désert et le désert.
La richesse en espèces végétales n'est pas très élevée et est estimée à un maximum de 1 500 espèces.

## Le Sahara

### Climat
Le désert du Sahara est une région désertique qui contient des zones hyper-arides, arides, semi-arides, sub-humides et sèches.

### Sol
- Les ergs et autre sols sablonneux (couvrent environ un tiers du Sahara)
- Les regs et les sols caillouteux ou argileux
- Les hamadas et les sols rocheux
- Les sols salés et gypso-salins (occupent une petite partie du Sahara essentiellement localisée dans le Sahara septentrional)
- Oasis et oueds permanents et semi-permanents

### Quantité et distribution des espèces végétales
| Région               | Nombre d'espèces (approximativement) |
| -------------------- | ------------------------------------ |
| Sahara septentrional | 340                                  |
| Sahara méridional    | 440                                  |
| Sahara occidental    | 345                                  |
| Zones hyper-arides   | 25                                   |

Les zones hyper-arides représentent environ le tiers de la superficie du Sahara. À l'intérieur de ces zones hyper-arides se trouvent des zones dites nues, sans la moindre végétation.
Il y a une uniformité du paysage végétal, dû au faible nombre de substrats différents, aux peu d'espèces végétales ainsi que l'aridité extrême du climat.

### Type de végétation

#### Ergs et sols ensablés
La végétation dans les ergs est surtout constituée d’Aristida pungens, Ephedra alata, Retama raetam, Genista saharae, Calligonum azel'' pour les plantes arbustives. La végétation des plantes herbacées est essentiellement caractérisée par la présence de Cyperus conglomeratus, Moltikia ciliata et Danthonia fragilis.

#### Regs et substrats caillouteux ou argileux
La plus grande partie des regs sont nus dû aux conditions extrêmes.
Dans les regs sableux se trouvent des Aristida, notamment Aristida obtusa, Aristida plumosa et Aristida ciliata, qui forment un tapis dense. De plus nous trouvons des végétaux bulbeux, tels que des Androcymbium et Asphodèles, et des plantes annuelles, telles que des Daucus et des Ammodaucus. Ce milieu est assez riche en espèces comparé au reg caillouteux.
Les regs argilo-sableux sont essentiellement composés de Cornulaca monocantha et Randonia africana. Ce terrain est souvent une aire de transition végétale entre le reg et l’erg.
Dans les regs caillouteux on trouve le groupement Haloxylon scoparium composé de Pergularia tomentosa et quelques plantes bulbeuses et des plantains. Ce terrain présente très peu de richesses dans sa diversité d’espèce.

#### Hamada et sol rocheux
Dans les hamadas ainsi que sur les falaises et les pentes, on trouve une végétation relativement riche et variée qui est constituée d’une forte partie par des plantes rares ou endémiques. Les espèces représentatives de ce milieu sont Limoniastrum feei, Withania adpressa, Trichodesma calcaratum, Eremophyton chevallieri, Mesembryanthemum theurkaufii, Fagonia zilloides, Diplotaxis pitardiana, Plantago akkensisi, Foleyolla billotii, Cocculus pendulus, Maerua crassifolia, Gymnosporia senegalensis, Aristida adscensionis, Cymbopognon Schoenanthus, Moricandia suffruticosa, Lotus roudairei, Forskahlea tenacissima, Senecio flavus, Perralderia coronopifolia.
Les plateaux horizontaux ou peu accidentés sont caractérisés par Fagonia glutinosa, Fredolia aretioides, des plantes annuelles (Erodium, Lifago, Convulvus supinus et des plantes bulbeuses (Urginea). Tout comme les regs la majeure partie des plateaux est nue.

#### Les sols salés et gypso-salins
Il y a une végétation variée qui se retrouve dans tout le Sahara et suit un gradient de concentration, dispersion et richesse.
Ce gradient est à son maximum aux limites septentrionales du Sahara et diminue jusqu'au Sahara central et méridional. L'alliance Limoniastrion guyoniani, l'ordre des Salsoleto-Nitrarietalia et la classe des Salicornietea sont représentatifs de ce milieu.
Les sols salés un peu secs sont recouverts par une steppe constituée principalement de Chénopodiacées vivaces (Salsola foetida, Traganum nudatum, Salsola siebera) et par Zygophyllum album. Cependant cette végétation est assez instable car aussitôt qu’il y a un peu d’humidité, il y a une formation à Tamarix.
Dans les terrains très salés, on retrouve Tamarix boveana, Tamarix balansae, Tamarix pauciovulata, Atriplex halimus, Suaeda fruticosa, Suaeda vermiculata, Traganum, Cornulaca, Frankein et Zygophyllum.

#### Groupement hygrophile
Il est difficile de parler de groupement pour les oasis mais on y retrouve fréquemment les mêmes espèces : Samolus valerandi, Juncus maritimus, Scirpus boloschoenus, Tamarix gallica.
Cependant pour les oueds il existe deux associations végétales : 
- Tamarix gallica ssp. nilotica et Nerium oleander
- Tamarix pauciovulata et Moricandia foleyi

### Flore endémique[1]
Il n'y a pas de famille végétale complète endémique, seulement des espèces endémiques.

#### Le Sahara occidental
- Ephedra alata
- Ephedra altissima
- Pancratium saharae
- Aristida sahelica
- Aristida foëxiana
- Koeleria rohlfsii
- Calligonum azel
- Crambe kralikii
- Matthiola maroccana
- Reseda villosa
- Randonia africana
- Lotus jolyi
- Lotus roudairei
- Astragalus gombo
- Astragalus pseudotrigonus
- fagonia isotricha
- Euphorbia granulata
- Euphorbia calyptrata
- Euphorbia flamandi
- Tamarix balansae
- Tamarix brachystylis
- Pituranthos chloranthis
- Limoniastrum guyonianum
- Limonium bonduelli
- Convolvulus supinus
- Marrubium deserti
- Anvilla radiata
- Perralderia coronopifolia
- Chrysanthemum macrocarpum
- Atractylis delicatula
- Centaurea pungens
- Stephanochilus omphalodes
- Amberboa perralderiana.

#### Le Sahara septentrional
- Urginea noctiflora
- Aristida brachyathera
- Anabasis oropediorum
- Enarthrocarpus clavatus
- Eremophyton chevallieri
- Moricandia spinosa
- Pseuderucaria tourneuxii
- Pseuderucaria teretifolia
- Ammosperma cinereum
- Zilla macroptera
- Astragulus combiformis
- Euphorbia guyoniana
- Zygophyllum gesline
- Frankenia florida
- Helianthemum eriocephalum
- Heliathenum gaetulum
- Eryngiu ilicifolium
- Ferula cossoniana
- Ammodaucus leucotrichus
- Daucus biseriatus
- Scrophularia saharae
- Cistanche violaceae
- Echium trygorrhizum
- Salvianpseudo jasminiana
- Matricaria pubescens
- Rhanterium adpressum
- Pulicaria laciniata
- Mecomischus halimifolius
- Rhetinolepsis lonadioides
- Anthemis sabulicola
- Atractylis prolifera
- Centaurea incana
- Centaurea furfuracea
- Tourneuxia variifolia
- Launaea acanthoclada.

#### Le Sahara océanique
- Fagonia harpago
- Zygophyllum waterlotii
- Limoniastrum weygandiorum
- Limoniastrum ifniense
- Echiochilon chazaliei.

#### Le Sahara central
- Cupressus dupreziana
- Potamogeton hoggariensis
- Bromus garamas
- Spergula fontenellei
- Silene kilianii
- Silene hoggariensis
- Mesenbryanthemum gaussenii
- Reseda barbutii
- Nucularia perrini
- Astragalus pseudotrigonus
- Lupinus tassilicus
- Astragalus geniorum
- Erodium meynieri
- Fagonia flamandii
- Tribulus ochroleucus
- Helianthemum geniorum
- Tamarix trabutii
- Myrtus nivellei
- Glossonema gautieri
- Caralluma venenosa
- Olea laperrini
- Tichodesma gracile
- Lavandula antineae
- Teucrium polium ssp. seurati, ssp. helichrysoides et spp. geyrii
- Salvia chudaei
- Wahlenbergia bernardi
- Campanula bordensiana
- Phagnalon garamantum
- Varthemia sericea
- Pegolettia dubiefiana
- Pentzia monodiana
- Senecio hoggariensis
- Centaurea foucaudiana
- Artactylis aristata.

### Les familles végétales importantes au Sahara
La flore saharienne présente des différences sensibles face à sa voisine la flore méditerranéenne dans sa composition systématique. Le climat désertique a créé un appauvrissement général mais inégalement marqué d'une famille à l'autre, ce qui n'a pas été compensé par un facteur de diversification. 
Les familles importantes sont les Chéniopodaceae, les Crucifères et les Zygophyllacées.

## Jordanie et Israël

### Climat
Le climat est à teneur sec et chaud. Il passe de tropical à désertique.

### La végétation de la Jordanie et d'Israël
Les associations végétales dépendent beaucoup du type de sol : hamada, hamada sableuse, hamada à ruissellement, hamada caillouteuse et basaltique.

#### Hamada à ruissellement
Le terrain est composé de sable, gravier et certaines zones avec du limon et de l’argile.
Les plantes trouvées communément dans ce terrain sont Tamarix spp., Retama raetam, Acacia tortilis, Artemisia judaica, Artemisia monosperme, Pistacia atlantica et Amygdalus arabica se retrouvent dans des conditions de micro-climat qui permet le stockage de l’humidité.

#### Hamada sableuse
Ce terrain est fait de dunes sablonneuses et de terrains sédimenteux.
Les plantes trouvées communément dans ce terrain sont Seidlitzia rosmarinus, Capparis leucophylla, Ephedra transitoria, Calligonum tetrapterum.

#### Hamada caillouteuse
C'est un terrain de basalte caillouteux et graveleux. Les espèces dominantes de ce terrain sont Salsola vermiculata et Halogeton alopercuroides.
La zone graveleuse occupe une grande partie du désert de Jordanie.
L’espèce dominante de ce type de terrain est Seidlitzia rosmarinus. Les espèces les plus communes de ce terrains graveleux sont Spergularia diandra, Anthemis desertis, Gymnarrhena micrantha et Spita capensis.

#### Les Playas
L’espèce dominante ce type de terrain est Nitraria retusa, Alhagi maurorum, différentes espèces de Tamarix, Suaeda et Juncus.

## La péninsule arabique

### Climat
Cette région est recouverte d’un lourd brouillard durant une grande majorité de l'année ce qui en résulte des conditions très humides. Cela permet une grande diversité en espèces végétales qui entourent le désert.

### La végétation de la péninsule arabique

#### Littoral et sol salé (Sabkhas)
Cette zone est caractérisée par des petites, grandes dunes et des marais salés.
La végétation est généralement dispersée et pauvre. Ce milieu est constitué par Halocnemum strobilaceum, Halopeplis perfoliata, Limonium axillare, Nitraria retusa, Odyssea mucronata, Suaeda monoica, Suaeda vermiculata, Zygophyllum coccinium, Zygophyllum simplex, Aeluropus lagopoides, Cressa cretica, Hyphaene thebaica, Leptadenia pyrotechnica, Limonium axillare, Odyssea mucronata, Seidlitzia rosmarinus, Suaeda monoica et Zygophyllum coccineum.
On retrouve aussi des mangroves caractérisées par Avicennia marina et Rhizophora mucronata.

#### Désert
Les déserts de roche et de gravier sont constitués d'Acacia tortilis, Haloxylon salicornicum, Astragalus spinosus, Gymnocarpos decandrum, Achillea fragrantissima, Halothamnus bottae, Tephrosia apollinea, Salvadora persica, Cadaba farinosa, Leptadenia pyrotechnica.
Les déserts sableux sont recouverts par Calligonum comosum, Haloxylon persicum, Calligonum crinitum ssp. arabicum, Dipterygium glaucum, Tribulus macropterus var. arabicus, Artemisia monosperma, Centropodia forsskalii, Stipagrostis drarii, Scrophularia hypercifolia, Eremobium aegyptiacum, Cyperus conglomeratus, Cutandia memphitica, Plantago boissieri, Acacia spp.

#### Montagnes
Elles sont recouvertes par des forêts de feuillus, d’épineux et d’arbustes dans des zones sèches. Leur végétation est connue pour pousser très haut en altitude (2 000 mètres), la montagne sert d'important refuge pour une grande variété de plantes et d'espèces endémiques.
Les espèces dominantes sont :
- Acacia asak
- Acacia ehrenbergiana
- Acacia hamulosa
- Acacia etbaica
- Commiphora kataf
- Commiphora myrrha
- Delonix elata
- Euphorbia cuneata
- Maytenus senegalensis
- Acacia ehrenbergiana
- Acacia hamulosa
- Acacia mellifera
- Cadaba farinosa
- Dobera glabra
- Maerua crassifolia
- Euphorbia fractiflexa
- Indigofera spinosa
- Panicum turgidum
- Chrysopogon plumulosus
- Blepharis ciliaris
- Acacia tortilis
- Adenium obesum
- Aloe officinalis
- Combretum molle
- Delonix elata
- Dobera glabra
- Hyphaene thebaica
- Maerua crassifolia
- Anisotes origena
- Anisotes trisulcus
- Barleria bispinosa
- Cadia purpurea
- Grewia spp.
- Dodonaea viscosa
- Olea europaea
- Buddleja polystachya
- Carrisa edulis
- Celtis africana
- Nuxia congesta
- Maesa lanceolata
- Tarchonanthus camphorates
- Juniperus phoenicea
- Artemisia seiberi
- Astracantha echinatus ssp. arabicus
- Tanacetum santolinioides
- Launaea spinosa
- Colutea istria
- Eringium glomeratum
- Prunus korshinskyi
- Asperagus aphyllus
- Astragalus sparsus
- Juniperus procera
- Euryops arabicus
- Psiadia punctulata
- Rhus retinorrhea
- Acacia gerrardii
- Acacia seyal
- Erica arborea
- Lavandula dentata
- Rumex nervosus
- Rosa abyssinica
- Otostegia fruticosa
- Psiadia punctulata
- Dodonaea angustifolia
- Centaurothamnus maximus
- Hypericum revolutum
- Clutia myricoides
- Myrsine africana
- Pentas lanceolata
- Carissa edulis.

### Sitographie
- (en) « Plant diversity of Saudi Arabia », sur www.plantdiversityofsaudiarabia.info, 25 avril 2016 (consulté le 12 décembre 2018).
- « Site sur la nature dans le Sahara » (consulté le 12 décembre 2018).
- (en) « Arabian Highland Woodlands & Shrublands : About the area », sur wwf (consulté le 12 décembre 2018).